# Operace Ezdráš a Nehemjáš

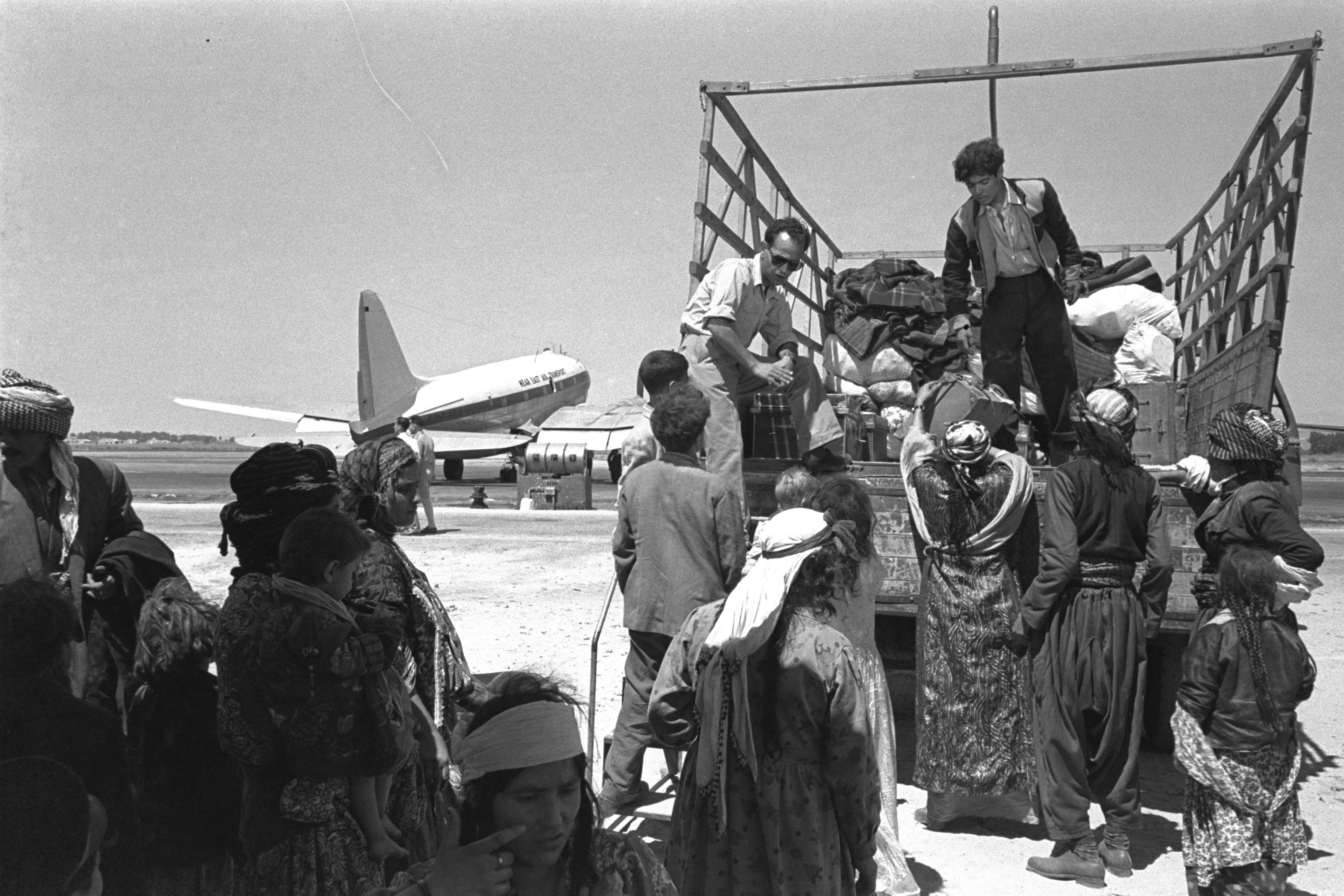
Imigranti z Iráku na letišti Lod (dnešní Ben Gurionovo mezinárodní letiště) na cestě do uprchlických táborů, 1951

Operace Ezdráš a Nehemjáš (anglicky Operation Ezra and Nehemiah; v Izraeli známá jako Operace Alí Baba) byla série operací mezi lety 1950 a 1952, během kterých bylo z Iráku do Izraele (přes Kypr a Írán) letecky přepraveno 121 000 Židů. K roku 1968 žilo v Iráku 2 000 Židů, v současnosti jich žije v Bagdádu 100.
Operace je pojmenována po Ezdrášovi a Nehemjášovi, kteří v 5. století př. n. l. vedli židovský lid z Babylonského exilu zpět do Izraele, jak je popsáno v Tanachu v Knize Ezdráš a Knize Nehemjáš.

## Pozadí
V Iráku se v minulosti nacházela jedna z největších, nejstarších a nejváženějších východních židovských komunit. Za její původ se pokládá Babylonský exil. Zdejší židovská komunita se v období antiky a středověku považovala za jednu z nejbohatších a nejkulturnějších na světě. Největšího rozkvětu v moderních dějinách se zdejší komunita dočkala po první světové válce, kdy nastalo obrození a iráčtí Židé hráli často klíčové role v největších obchodních podnicích národa. Mnoho z nich také bylo na důležitých pozicích v policii a vládních službách.
Negativní zkušenosti přišly ve 30. letech 20. století, kdy se v Iráku zvedá vlna nacionalismu a xenofobie podporovaná německými agenty. Ta vyvrcholila 1.-2. června 1941 během povstání Rašída Alího, během níž byly podniknuty útoky na židovské obchody a domy a při níž bylo zabito na 200 Židů. Tento proněmecký režim však byl zanedlouho svržen invazí britské armády. Tyto zkušenosti vedly irácké Židy k prvním malým odchodům do Palestiny.
Nejhorší situace pro irácké židovstvo však začala po vyhlášení nezávislosti Státu Izrael a během Války o nezávislost. Židé byli bagdádskou vládou organizovaně pronásledováni, probíhaly razie a loupeže v židovských domech. Mnoho Židů bylo zatčeno, uvězněno a odsouzeno za velezradu. Židovským lékařům a lékárníkům byly odejmuto oprávnění vykonávat praxi, židovským obchodníkům pak koncese. Židé byli vyhnáni ze všech pozic ve státní správě a represe postihly i židovské studenty univerzit.
Iráčtí Židé se ve světle těchto událostí rozhodli odejít ze země. 18. května 1950 byla imigrace do Izraele legalizována iráckou vládou. Probíhala leteckým transferem, který se však nesměl být přímý, a tak byli iráčtí Židé letecky přepraveni převážně na Kypr, částečně pak do Íránu. Irácká vláda schválila zvláštní program, který umožnil v roce 1951 Židům emigrovat. Když se Židé dozvěděli o novém povolení, tisíce jich dorazily do Bagdádu a shromáždily se u registračních center, kde se zaregistrovali pro odchod do Izraele. V prosince 1951 z těchto přesunů dorazilo do Izraele 113 000 Židů z Kypru, zbylých 8 000 pak dorazilo z Íránu.

## Letecký most
Čekání v Bagdádu bylo velmi obtížným obdobím. Během jednoho měsíce se zaregistrovalo na 50 tisíc Židů a o dva měsíce později jich již bylo 90 tisíc. Tato obrovská čísla ohromila bagdádskou vládu, která neočekávala, že množství imigrantů přesáhne 8 tisíc. V důsledku ohromného množství imigrantů se obávala kolapsu administrativy. Ve stejnou dobu začala sionistická hnutí podporovat iráckou imigraci.
První letadlo odletělo do Izraele přes Kypr v polovině května roku 1951. O několik měsíců později se uskutečnil obří letecký most přímo z Bagdádu na letiště Lod (dnešní Ben Gurionovo mezinárodní letiště). Operace Ezdráš a Nehemjáš skončila začátkem roku 1952, kdy z Iráku odešlo již pouhých 6 tisíc Židů. Touto operací byla přesunuta většina z této 2 800 let staré židovské komunity.